# فینال لیگا پوکال ۲۰۰۷
فینال لیگا پوکال ۲۰۰۷ رقابتی برای تعیین قهرمان مسابقات لیگا پوکال ۲۰۰۷، یازدهمین و آخرین دوره از این رقابت‌ها بود.
این بازی به تاریخ ۲۸ ژوئیه ۲۰۰۷ و با میزبانی ورزشگاه زنترال استادیون در شهر لایپزیگ برگزار شد. بایرن مونیخ با پیروزی ۱–۰ در این بازی ششمین عنوان قهرمانی خود را در این رقابت‌ها کسب کرد.

## تیم‌ها
در جدول زیر، فینال‌هایی که تا سال ۲۰۰۴ برگزار شده است، در دوره DFB-Ligapokal و از سال ۲۰۰۵ به بعد در دوره DFL-Ligapokal بوده است.
| تیم         | حضور به واسطه                | حضور قبلی (پررنگ نشان‌دهنده قهرمانی)    |
| ----------- | ---------------------------- | -------------------------------------- |
| بایرن مونیخ | مقام چهارم بوندس‌لیگا ۰۷–۲۰۰۶ | ۶ (۱۹۹۷، ۱۹۹۸، ۱۹۹۹، ۲۰۰۰، ۲۰۰۴، ۲۰۰۶) |
| شالکه ۰۴    | نایب‌قهرمان بوندس‌لیگا ۰۷–۲۰۰۶ | ۳ (۲۰۰۱، ۲۰۰۲، ۲۰۰۵)                   |

## مسیر رسیدن به فینال
لیگا پوکال (DFL-Ligapokal) یک رقابت تک-حذفی با حضور شش تیم بود. در مجموع دو مرحله تا رسیدن به فینال وجود داشت. چهار تیم در دو بازی از مرحله مقدماتی به مصاف هم می‌رفتند و برندگان در مرحله نیمه‌نهایی با قهرمانان لیگ و جام حذفی روبه‌رو می‌شدند. نتیجه دو بازی در مرحله نیمه‌نهایی صعودکنندگان به فینال را تعیین می‌کرد. در همه بازی‌ها، برنده پس از ۹۰ دقیقه مشخص و در صورت ادامه داشتن تساوی، بازی به وقت‌های اضافه کشیده می‌شد. در صورت لزوم، قهرمان را ضربات پنالتی مشخص می‌کرد.
| بایرن مونیخ | بایرن مونیخ | دور             | شالکه ۰۴  | شالکه ۰۴ |
| ----------- | ----------- | --------------- | --------- | -------- |
| حریف        | نتیجه       | لیگا پوکال ۲۰۰۷ | حریف      | نتیجه    |
| وردربرمن    | ۱–۴         | دور مقدماتی     | کارلسروهه | ۰–۱      |
| اشتوتگارت   | ۰–۲         | نیمه‌نهایی       | نورنبرگ   | ۲–۴      |

## بازی

### جزئیات
| بایرن مونیخ | ۱–۰   | شالکه ۰۴ |
| ----------- | ----- | -------- |
| کلوزه ۲۹'   | گزارش |          |

| بایرن مونیخ | شالکه |

| GK             | ۱  | الیور کان ()     |     |     |
| RB             | ۲۱ | فیلیپ لام        |     |     |
| CB             | ۳  | لوسیو            | '۴۳ |     |
| CB             | ۶  | مارتین دمیکلیس   |     |     |
| LB             | ۲۳ | مارسل یانسن      |     |     |
| CM             | ۱۵ | زه روبرتو        | '۷۷ |     |
| CM             | ۱۶ | آندرس اوتل       |     |     |
| RW             | ۳۰ | کریستین لل       |     | '۷۵ |
| AM             | ۸  | حمید آلتین‌توپ    |     |     |
| LW             | ۲۰ | خوزه سوزا        |     |     |
| CF             | ۱۸ | میروسلاو کلوزه   |     | '۸۹ |
| تعویض‌ها:       |    |                  |     |     |
| GK             | ۲۲ | میشائیل رنزینگ   |     |     |
| DF             | ۵  | دنیل فن بویتن    |     |     |
| DF             | ۲۸ | استفانو سلوتزی   |     |     |
| MF             | ۱۴ | خولیو دوس سانتوس |     | '۷۵ |
| FW             | ۳۴ | زاندرو واگنر     |     | '۸۹ |
| سرمربی:        |    |                  |     |     |
| اوتمار هیتسفلد |    |                  |     |     |

| GK            | ۱  | مانوئل نویر       |     |     |
| RB            | ۱۸ | رافینیا           |     | '۷۵ |
| CB            | ۵  | مارسلو بردون ()   |     |     |
| CB            | ۲۰ | ملادم کرستاجی     | '۳۳ |     |
| LB            | ۲۴ | کریستین پاندر     |     |     |
| CM            | ۸  | فابیان ارنشت      |     |     |
| CM            | ۳  | لوان کوبیاشویلی   | '۶۴ |     |
| AM            | ۱۹ | خلیل آلتین‌توپ     | '۵۴ |     |
| RW            | ۱۰ | ایوان راکیتیچ     |     | '۶۶ |
| CF            | ۲۲ | کوین کورانی       |     |     |
| LW            | ۱۱ | پیتر لوونکرندز    |     | '۵۸ |
| تعویض‌ها:      |    |                   |     |     |
| GK            | ۳۳ | ماتیاس شوبر       |     |     |
| DF            | ۲  | هایکو وشترمان     |     | '۷۵ |
| DF            | ۳۱ | سباستین بنیش      |     |     |
| MF            | ۱۳ | جرمین جونز        |     |     |
| MF            | ۲۵ | زلاتان بایراموویچ |     |     |
| MF            | ۲۶ | میمون ازواغ       |     | '۶۶ |
| FW            | ۱۴ | جرالد آساموا      | '۷۲ | '۵۸ |
| سرمربی:       |    |                   |     |     |
| میرکو اسلومکا |    |                   |     |     |

## یادداشت
1. 1 2  نام ورزشگاه مطابق با نامش در روز بازی است.